# Tesla Pardubice

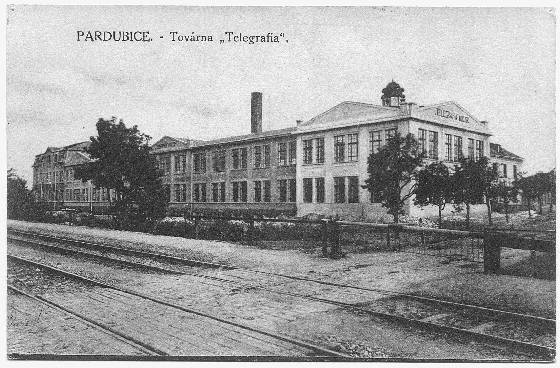
Továrna Telegrafia

Tesla Pardubice byla založena v roce 18. října 1919 v Roztokách jako Telegrafia, československá továrna na telefony a telegrafy a.s.. Podnětem pro založení byla potřeba vybudovat firmy na strategické zboží v době, kdy bylo Československo v konfliktu s Maďarskem, vedlo územní spory s Polskem a nedůvěřovalo sousednímu Německému Rakousku, resp. Rakouské republice ani Výmarské republice. Od počátku vlastnil stát 60 % akcií a zbylých 40 % zaměstnanci. Většinový státní podíl byl financován Živnobankou a stát se jej postupně snažil převádět na zaměstnance podniku. V roce 1920 byla Telegrafia, mající pouhých devět zaměstnanců, fúzována s velešínským JEVANem, spojila se také s jablonským Automatem, do jehož prostor se z Roztok záhy přestěhovala. V únoru 1922 byly zakoupeny v Pardubicích rozestavené objekty firmy ZEISL, do nichž Telegrafia opět přesídlila. V souvislosti se zahájením pravidelného rozhlasového vysílání Radiojournalu v roce 1923 zahájila firma výrobu krystalových radiových přijímačů.
Ve 30. letech se musela Telegrafia vypořádat se světovou hospodářskou krizí, kterou přežila díky státním a armádním zakázkám.
Vojenská výroba a německé vedení přineslo do firmy na začátku druhé světové války zcela nové technologie, jako byly například opracování odlitku hliníku a hořčíku (Mg+Al). V době okupace produkovala např. rozhlasové přijímače Liberator. Dne 31. 12. 1945 byla Telegrafie na základě dekretu včleněna do nově zřízeného národního podniku TESLA slaboproudé a radiotechnické závody se sídlem v Praze. Oborově spadala pod Federální ministerstvo hutnictví, strojírenství a elektrotechniky (Praha 1 - Staré Město, Na Františku 32). V roce 1991 podnik zkrachoval a mezi lety 1990–1993 byl areál podniku postupně opuštěn a vybavení částečně odcizeno za dosud nevyjasněných okolností. Administrativní budova byla následně prodána společnosti Foxconn. Tesla vyráběla radiomagnetofony Diamant, Safír a Kondor. Mezi posledními komerčními produkty se objevily na konci 80. let satelitní receivery (Popular) a radiolokátor KRTP-86 Tamara. Podnik zanikl definitivně 18. 3. 2011
Součástí podniku byl od roku 1950 i Ústav pro výzkum radiotechniky Opočínek. Samotná Tesla sídlila ve dvou budovách – ve staré budově původní Telegrafie naproti Nemocnice Pardubice vedle železniční tratě Praha – Česká Třebová a v nové vícepodlažní budově z konce 60. let, hned vedle Zámečku Pardubice, který je na rozdíl od samotného památníku popravených na Zámečku součástí areálu původní Tesly. Stará budova Telegrafie je v dnešní době v dezolátním stavu a společnost Foxconn ji převedla na město a vedou se debaty o jejím dalším využití.